# Holargos BC
O Holargos Basketball Club (em grego:  Καλαθοσφαιρικός Όμιλος Χολαργού) é um clube de basquetebol baseado em Colargo, Atenas, Grécia que atualmente disputa a Liga A1. Manda seus jogos no Ginásio Antonis Tritsis com capacidade para 1.665 espectadores.

## Histórico de Temporadas
| Temporada | Nível | Liga    | Pos. | J     | PL  | Resultado         |
| --------- | ----- | ------- | ---- | ----- | --- | ----------------- |
| 2013-14   | 3     | Liga B  | 8    | 12-13 |     |                   |
| 2014-15   | 3     | Liga B  | 10   | 10-16 |     |                   |
| 2015-16   | 3     | Liga B  | 6    | 16-12 |     |                   |
| 2016-17   | 2     | Liga A2 | 6    | 17-13 |     |                   |
| 2017-18   | 2     | Liga A2 | 2    | 25-5  | 6-2 | Promovidoplayoffs |
| 2018–19   | 1     | Liga A1 | 8    | 12-14 | 1-2 | Quartas de finais |

fonte:eurobasket.com